# Fedora Media Writer
Fedora Media Writer — кроссплатформенная программа для лёгкого создания загрузочных Live USB флеш-накопителей операционных систем, в частности, Fedora.

## Функциональность
- Кроссплатформенность (доступна для Linux и Windows);
- Неразрушающий инсталлятор (не требует форматирования или изменения разделов USB-носителя);
- Поддержка "разрушающего" метода инсталляции, использующего dd для копирования iso-образа напрямую на носитель с перезаписью всех данных и разделов;
- Создание области постоянного хранения. Позволяет выделить дополнительное место на USB-носителе для сохранения файлов и внесенных в операционную систему изменений;
- Автоматическое обнаружение всех съёмных устройств;
- Поддержка автоматической загрузки различных версий Fedora;
- Проверка контрольной суммы для известных выпусков.